# Nikolaï Kroguious
Nikolaï Vladimirovitch Kroguious (parfois orthographié Krogius)  est un joueur d'échecs, entraineur et psychologue soviétique puis russe né le 22 juillet 1930 à Saratov et mort le 14 juillet 2022 à New York.
Champion de la république de Russie (RSFSR) en 1952 et en 1964, il remporta deux fois le mémorial Tchigorine à Sotchi (en 1964 et 1967) et obtint le titre de grand maître international en 1964.

## Biographie et carrière
Nikolaï Kroguious a participé à sept finales du championnat d'URSS. Il termina onzième en 1958 (avec 9,5 points sur 19), 18e en 1959, neuvième en 1960 (avec 10 points sur 19), 11e en 1962, 8e-9e en 1964-1965 (avec 10,5 points sur 19), septième en 1966-1967 (avec 11 points sur 20, devant Bronstein, Polougaïevski, Savon, Smyslov, Kholmov, Goufeld) et 10e-11e en 1971.
Kroguious remporta les tournois de Varna 1960 et 1969 (+8 =7, devant Hort), le mémorial Tchigorine à Sotchi en 1964 (+7 =8, devant Kholmov, Antochine, Boris Spassky Matulovic, Bondarevski, Nejmetdinov, Barcza et Gheorghiu) et en 1967 (+5 =10, ex æquo avec Chamkovitch, Simaguine, Spassky et A. Zaïtsev). Il finit troisième ex æquo à Sotchi 1966 (+5 =10, derrière Kortchnoï et Polougaïevski) et 1973 (+3 =12, derrière Tal et Spassky). En 1965, il termina quatrième au tournoi de Budapest 1965 (+5 =10, derrière Polougaïevski, Taïmanov et Szabo).
Kroguious devint maître international en 1963 et grand maître l'année suivante. Il fit partie de l'équipe des assistants de Boris Spassky au championnat du monde d'échecs 1969 et championnat du monde d'échecs 1972.
En 1993, il termina premier ex æquo du championnat du monde d'échecs sénior 1993, le titre revenant à Mark Taïmanov.

## Publications
Outre sa carrière de joueur et d'entraineur, Kroguious fit des études de psychologie. Il a publié en 1969 un livre sur la psychologie des joueurs d'échecs :
- Nikolaï Kroguious, La psychologie au jeu d'échecs, éd. Grasset-Europe-échecs, 1986

Kroguious a signé plusieurs ouvrages sur les échecs :
- (en) Nikolaï Kroguious, Notes on the Endgame, Dallas Chess Digest Magazine, 1973
- (de) Nikolaï Kroguious, Anatoli Mazoukevitch, Marshall-Angriff, Sportverlag Berlin (de), 1989
- (de) Nikolaï Kroguious, Schach für Aufsteiger. 33 Lektionen , 1998
- (de) Nikolaï Kroguious, Schach für Einsteiger, éd. Sportverlag, 2000
  - (de) Nikolaï Kroguious, Schach ist easy! Lektionen für Einsteiger, éd. Olms, 2008
- (en) Avec Lev Alburt, Just the Facts! : Winning Endgame Knowledge in One Volume, 2000 ; 2e édition : Winning Chess Endgames: Just The Facts!, 2005